# Greenfield (Illinois)
Greenfield é uma cidade localizada no estado americano de Illinois, no Condado de Greene.

## Demografia
Segundo o censo americano de 2000, a sua população era de 1179 habitantes.
Em 2006, foi estimada uma população de 1113, um decréscimo de 66 (-5.6%).

## Geografia
De acordo com o United States Census Bureau tem uma área de
4,6 km², dos quais 4,4 km² cobertos por terra e 0,2 km² cobertos por água. Greenfield localiza-se a aproximadamente 171 m acima do nível do mar.

## Localidades na vizinhança
O diagrama seguinte representa as localidades num raio de 20 km ao redor de Greenfield.